# Друштво за улепшавање Врачара
Друштво за улепшавање Врачара удружење је грађана Врачара настало 1884. године из потребе за бољим и квалитетнијим животом.

## Историја Друштва
Друштво за улепшавање Врачара основано је 1884. године. Крајем 19. века Славија је била бара где су се ловиле дивље патке, а како се Београд ширио, људи су неконтролисано куповали парцеле, подизали куће, улице би биле огромне каљуге, па је постојала изрека „блатњав ко Врачарац”. Све је то навело мештане ове општине да се удруже и оснују поменуто друштво.

### ПијацаЦветни трг
Цветни трг пијацу је основало Друштво за улепшавање Врачара као помоћ становништву у бољем снабдевању намирницама и квалитетнијој исхрани. Велика пијаца је била удаљена грађанима Врачара, тако да нису могли да се снабдевају редовно свежим намирницама.

### Друштво данас
Током 2010. године окупила се група ентузијаста (Љиљана Пекић, Милан Цаци Михаиловић, Тања Тодосијевић, Славенко Гргуревић, Марко Јовановић, Александар Арсенијевић, Јован Васиљевић, Ирена Лакобрија, Милорад Јакшић-Фанђо, Радица Ристовић, Светозар Бакочевић, Маша Булић, Зоран Кокар, Ненад Даниловић и Миливоје Живановић) и обновила рад Друштва за улепшавање Врачара, са жељом да обнови ову сјајну традицију, као и да „унапреди и побољша услове живота грађана Врачара“, како и пише у Статуту ове недобитне невладине организације. Друштво је себи ставило у задатак и „очување разноврсних историјских и културних вредности, очување и неговање грађанских и традиционалних вредности, заштиту и очување културних и амбијенталних целина и старање о културном наслеђу Врачара и Београда“.
Градска општина Врачар прихватила је иницијативу Друштва да 14. октобар, дан оснивања првобитног Друштва, постане Дан општине Врачар. У складу са овим својим програмским опредељењима, Друштво је до сада поставило три спомен-плоче истакнутим Врачарцима, глумцу Карлу Булићу на стогодишњицу његовог рођења (овом догађају је присуствовао и у њему учествовао и амбасадор Републике Хрватске у Београду), потом глумцу Зорану Радмиловићу и филмском редитељу Александру-Саши Петровићу. Спомен-биста композитору Корнелију Станковићу постављена је на 180-годишњицу композиторовог рођења на почетку улице која носи његово име, а 2014. године је постављено и спомен-обележје глумцу Петру Краљу. Друштво је, такође, крајем децембра 2015. године помогло Ротари клубу Врачару у постављању спомен-бисте књижевнику Бориславу Пекићу испред Треће београдске гимназије тако што је организовало саливање темеља, а поједини чланови управе Друштва (Александра Јовановић и Милан-Цаци Михаиловић) су активно учествовали и помагали у организацији постављања скулптуре „Београдски читач” у Чубурском парку.